# William E. Chandler
Pour les articles homonymes, voir Chandler.
William Eaton Chandler, né le 28 décembre 1835 à Concord (New Hampshire) et mort le 30 novembre 1917 au même endroit, est un homme politique américain. Membre du Parti républicain, il est secrétaire à la Marine entre 1882 et 1885 dans l'administration du président Chester A. Arthur puis sénateur du New Hampshire entre 1887 et 1889 puis entre 1889 et 1901.

## Biographie
Il compte parmi les nombreuses personnalités politiques de son époque à bénéficier de pots-de-vin des entreprises de chemin de fer en échange de contrats à l'avantage de celles-ci. Il distribue lui-même entre 3 000 et 3 500 dollars par mois à des journalistes afin d'obtenir leur complaisance.

## Sources
- (en) Cet article est partiellement ou en totalité issu de l’article de Wikipédia en anglais intitulé « William E. Chandler » (voir la liste des auteurs).